# Spirkelbach

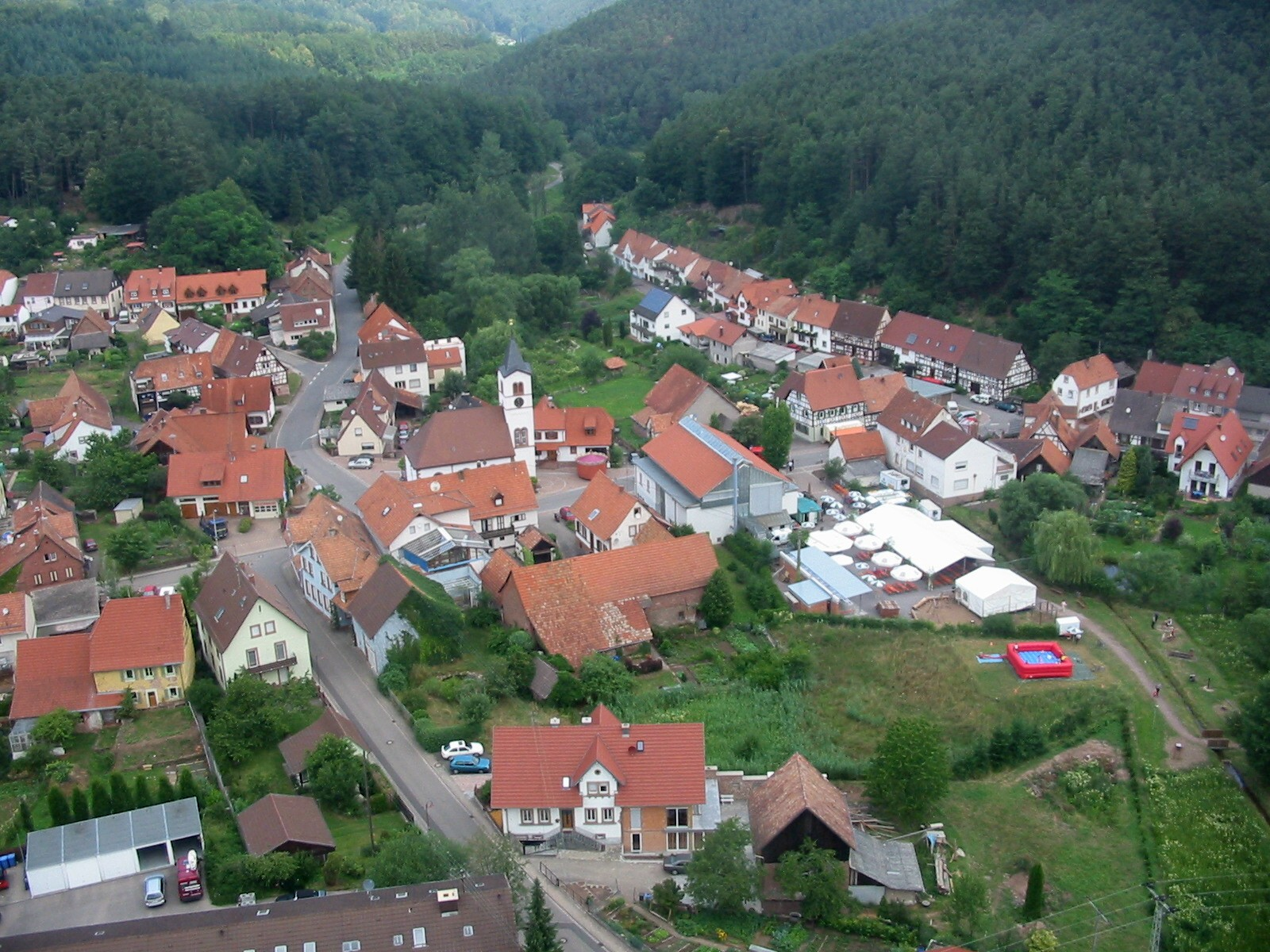
Blick auf Spirkelbach

Spirkelbach ist eine Ortsgemeinde im Landkreis Südwestpfalz in Rheinland-Pfalz. Sie gehört der Verbandsgemeinde Hauenstein an, innerhalb derer sie gemessen an der Einwohnerzahl die viertgrößte Ortsgemeinde darstellt.

## Geographie

### Lage
Spirkelbach befindet sich mitten im Wasgau, wie der Südteil des Pfälzerwaldes auch genannt wird, zwischen Hauenstein und Annweiler am Trifels im Wasgauer Teilbereich Dahner Felsenland. 76,5 Prozent der Gemarkungsfläche sind bewaldet. Nachbargemeinden sind – im Uhrzeigersinn – Wilgartswiesen, Rinnthal, Wernersberg, Lug, Schwanheim und Hauenstein. Zur Gemeinde gehört außerdem eine weiter nordwestlich liegende Waldexklave, die sich innerhalb der südlichen Frankenweide befindet. Im Norden grenzt diese an Wilgartswiesen und im Süden an Hauenstein.

### Erhebungen
Der 455,2 m hohe Höllenberg im Süden, der Rindsberg im Norden an der Gemarkungsgrenze zu Rinnthal und der Spirkelbacher Rauhberg im Westen umschließen den Ort.

### Gewässer
Im Süden der Gemarkung entspringt der namensgebende Spirkelbach, der anschließend nach Norden durch das Siedlungsgebiet verläuft. Jenseits der Gemarkungsgrenze mündet er von rechts in die Queich. Im Westen bildet der ebenfalls in Süd-Nord-Richtung fließende Steinbach, der größtenteils die Gemarkungsgrenze zu Hauenstein bildet und ebenfalls von rechts in die Queich mündet.

### Geologie
Vor Ort dominieren die sogenannten Trifels-Schichten.

## Geschichte
Der namensgebende Bach wurde als Spurchinebach 828 erstmals urkundlich erwähnt. Er floss durch zu diesem Zeitpunkt unbewohntes Waldgebiet, das dem Kloster Hornbach geschenkt wurde. Der Ort selbst kann seit 1303 nachgewiesen werden. Bis Ende des 18. Jahrhunderts bildete die Gemeinde ein Kondominium, das Zweibrücken und den Leiningern gemeinschaftlich gehörte.
Von 1798 bis 1814, als die Pfalz zunächst Teil der Französischen Republik (bis 1804) und anschließend Teil des Napoleonischen Kaiserreichs war, war Spirkelbach in den Kanton Annweiler eingegliedert und unterstand der Mairie Wilgartswiesen. 1815 wurde der Ort Österreich zugeschlagen. Bereits ein Jahr später wechselte Spirkelbach in das Königreich Bayern. Von 1818 bis 1862 war der Ort Bestandteil des Landkommissariats Bergzabern, das anschließend in ein Bezirksamt umgewandelt wurde. Am 17. Juni 1849 wurde Spirkelbach ein Schauplatz des Gefechts bei Rinnthal; dabei wurde ein preußisches Bataillon zur Umgehung der Freischaren über die Gemeinde bis nach Sarnstall entsandt.
1939 wurde der Ort in den Landkreis Bergzabern eingegliedert. Nach dem Zweiten Weltkrieg wurde Spirkelbach innerhalb der französischen Besatzungszone Teil des damals neu gebildeten Landes Rheinland-Pfalz. Im Zuge der ersten rheinland-pfälzischen Verwaltungsreform wechselte der Ort 1969 in den Landkreis Pirmasens (ab 1997 Landkreis Südwestpfalz). Drei Jahre später wurde er in die neu geschaffene Verbandsgemeinde Hauenstein eingegliedert.

## Bevölkerung

### Einwohnerentwicklung
1815 hatte Spirkelbach insgesamt 273 Einwohner. 1928 hatte die Gemeinde bereits 465 Bewohner, die in 86 Wohngebäuden lebten. Ende 2019 lebten 679 Menschen in der Gemeinde.

### Religion
Katholischerseits gehört die Gemeinde zum Bistum Speyer und untersteht dort dem Dekanat Pirmasens, die Evangelischen zur Protestantischen Landeskirche Pfalz.

## Politik

### Gemeinderat
Der Gemeinderat in Spirkelbach besteht aus zwölf Ratsmitgliedern, die bei der Kommunalwahl am 9. Juni 2024 in einer Verhältniswahl gewählt wurden, und dem ehrenamtlichen Ortsbürgermeister als Vorsitzendem.
Die Sitzverteilung im Gemeinderat:
| Wahl | SPD               | WGB *             | Gesamt   |
| ---- | ----------------- | ----------------- | -------- |
| 2024 | 4                 | 8                 | 12 Sitze |
| 2019 | per Mehrheitswahl | per Mehrheitswahl | 12 Sitze |
| 2014 | per Mehrheitswahl | per Mehrheitswahl | 12 Sitze |

### Bürgermeister
Michael Burgard (Wählergruppe Burgard) wurde am 8. Juli 2024 Ortsbürgermeister von Spirkelbach. Da bei der Direktwahl am 9. Juni 2024 kein Wahlvorschlag eingereicht wurde, oblag die Neuwahl des Bürgermeisters gemäß rheinland-pfälzischer Gemeindeordnung dem Rat. Dieser wählte auf seiner konstituierenden Sitzung einstimmig Michael Burgard für fünf Jahre zum Ortsbürgermeister.
Er folgt damit auf Edgar Perret (SPD), der von 2009 bis 2024 das Amt innehatte und sich nicht mehr zur Wahl stellte. Perrets Vorgänger, der 2017 verstorbene Gerhard Christmann (SPD), hatte das Amt von 1999 bis 2009 ausgeübt.

### Wappen
| Wappen von Spirkelbach | Blasonierung: „In geviertem Schild oben rechts in Blau ein rotbewehrter silberner (weißer) Adler, oben links in Gold (Gelb) ein blaubewehrter und -bezungter roter Löwe, unten rechts in Silber (Weiß) ein grüner Wacholderzweig mit vier blauen Wacholderbeeren, unten links in Grün ein silberner (weißer) Schräglinkswellenbalken.“                                                         |
| Wappen von Spirkelbach | Wappenbegründung: Das vom rheinland-pfälzischen Innenministerium am 7. Februar 1950 verliehene Wappen erinnert in der oberen Schildhälfte mit dem Leininger Adler und dem Löwen der Grafen von Zweibrücken an die mittelalterlichen Herrschaftsverhältnisse, während die untere Wappenhälfte mit Spirkel = Traubenkirsche und Kreuzdorn und Bach den Ortsnamen („Redendes Wappen“) wiedergibt. |

### Banner und Flagge
|  | Banner: „Das Banner ist blau-weiß längsgestreift mit weiß-blauem Bannerhaupt und aufgelegtem Wappen an der Schnittstelle zwischen Bannerhaupt und unterem Teil.“ |  | Hissflagge: „Die Flagge ist weiß-blau viergeteilt mit dem Wappen in der Mitte.“ |

## Kultur

### Kulturdenkmäler

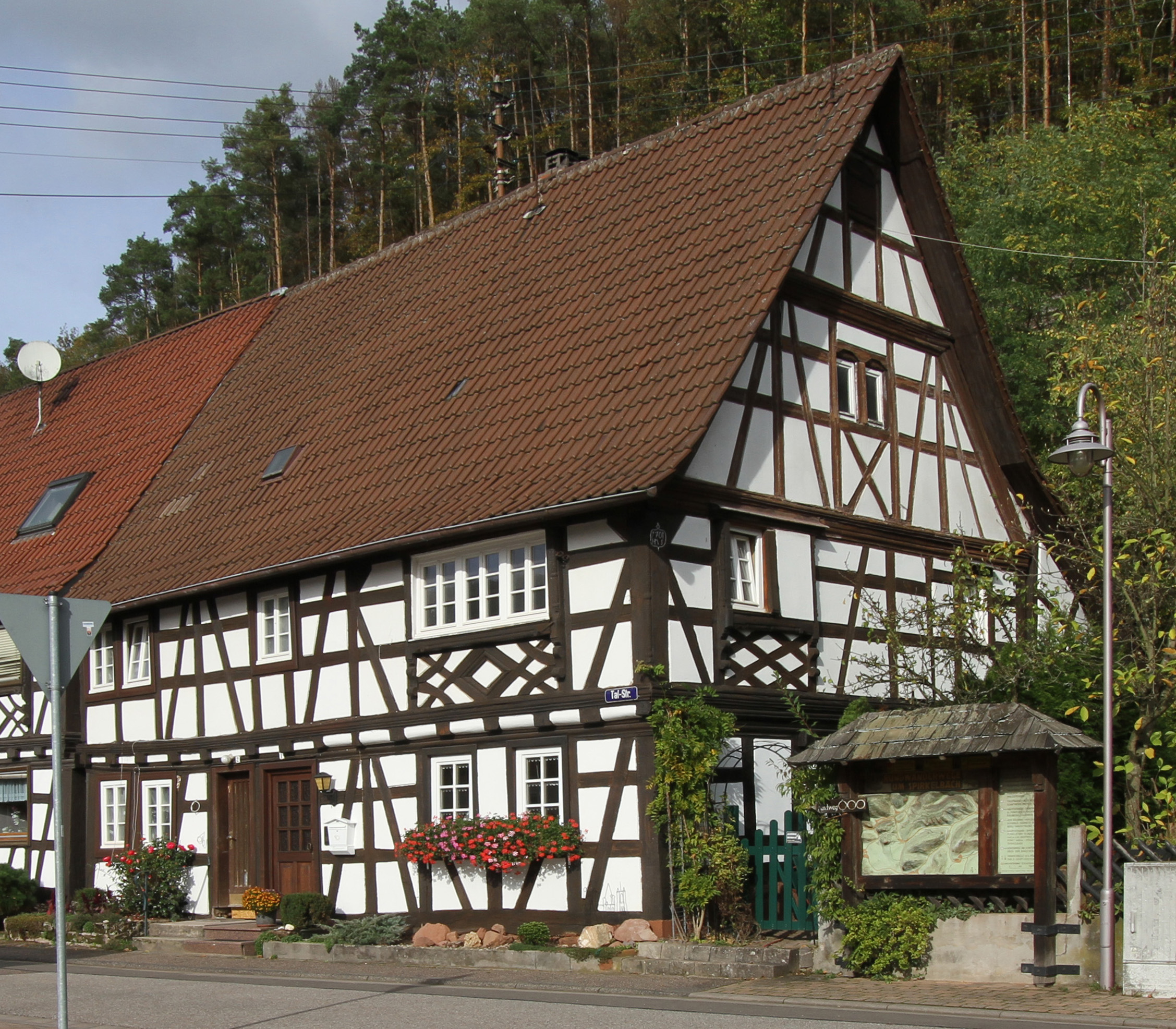
Denkmalgeschütztes Fachwerkhaus

Vor Ort befinden sich insgesamt elf Objekte, die unter Denkmalschutz stehen, darunter das Kriegerdenkmal.

### Natur
Spirkelbach liegt im Naturpark Pfälzerwald, der wiederum Bestandteil des Biosphärenreservats Pfälzerwald-Vosges du Nord ist. Vor Ort existieren mehrere Buntsandsteinfelsen, die Teil des Klettergebiets Pfälzer Wald sind, beispielsweise der Wackelstein auf dem Rindsberg oder der Rauhbergfelsen samt Otto-Wendel-Turm, welcher unter Kletterern sehr bekannt ist. Letzterer ist zudem als Naturdenkmal ausgewiesen.

### Vereinsleben
In der rheinland-pfälzischen Gemeinde Spirkelbach gibt es mehrere Vereine, darunter den Gesangsverein 1866 Spirkelbach sowie den Obst- und Gartenbauverein Spirkelbach. Außerdem hat die Ortsgemeinde noch einen Angelsportverein. Insgesamt sind sieben Vereine in dem Ort ansässig. Die meisten Mitglieder findet man im Sportverein, der im Jahr 2021 sein 100-jähriges Bestehen feiert.

## Wirtschaft und Infrastruktur

### Wirtschaft
Nach dem Zweiten Weltkrieg war Spirkelbach außerdem Bestandteil der inzwischen aufgelösten Pirmasens Military Community.

### Verkehr

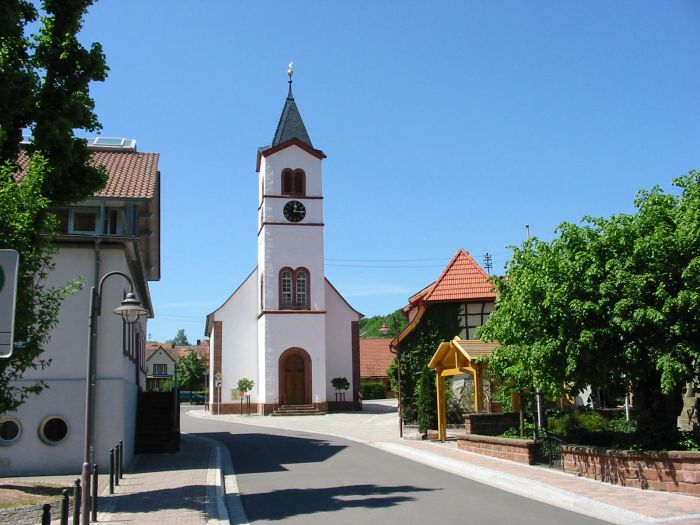
Kreisstraße 54 innerhalb von Spirkelbach

Durch Spirkelbach verlaufen die Kreisstraßen 54 und 55. Erstere führt von Wilgartswiesen bis nach Schwanheim, letztere zweigt im Siedlungsgebiet von dieser ab, die ins jenseits des Landkreises gelegene Wernersberg führt und dort zur Kreisstraße 61 wird.
Der Ort ist über die Buslinie 525 des Verkehrsverbundes Rhein-Neckar an das Nahverkehrsnetz angebunden, die nach Bad Bergzabern und Annweiler am Trifels führt. Nächstgelegener Bahnhof ist Wilgartswiesen an der Bahnstrecke Landau–Rohrbach.

### Tourismus
Durch die Gemeinde führen der von Hornbach nach Wilgartswiesen verlaufende Pirminius-Radweg, ferner ein Wanderweg, der mit einem roten Punkt markiert ist und ein solcher, der mit einem blauen Kreuz gekennzeichnet ist.

## Persönlichkeiten

### Söhne und Töchter der Gemeinde
- Adolf Rapp (1933–2019), Chemiker, Experte für Weinanalytik

### Personen, die vor Ort gewirkt haben
- Fritz Herrfurth (1899–1944), Maler, Bildhauer und Architekt, entwarf das örtliche Kriegerdenkmal
- Jean-Philippe Devise (* 1960), französischer Schriftsteller, gründete vor Ort 1996 eine Sprachschule, in der er Französisch unterrichtet